# Сабан, Клеми
Клеми Сабан (17 февраля 1980, Нетания, Израиль) — израильский футболист, защитник. Играл в сборной Израиля. Регулярно попадал в стартовый состав сборной во время отборочных игр на чемпионат мира 2006.

## Достижения
- Чемпион Израиля (1): 2005/06
- Победитель Кубка Тото (1): 2001/02
- Обладатель Суперкубка Румынии (1): 2006